# プレイク・スタジアム
プレイク・スタジアム(ベトナム語: Sân vận động Pleiku、英: Pleiku Stadium)は、ベトナムのザライ省プレイクにある多目的スタジアムである。

## 概要
収容人数は10,000人。主にサッカーの試合に用いられ、ベトナムサッカーリーグに所属するホアンアイン・ザライがホームスタジアムとして使用している。また、ホアンアイン・ザライがAFCチャンピオンズリーグ2004に参戦した際にこのスタジアムが使用されている。

## 交通アクセス
プレイク空港よりタクシーで約10分。